# Sommet de l'OTAN de 1978
Pour un article plus général, voir Sommet de l'OTAN.

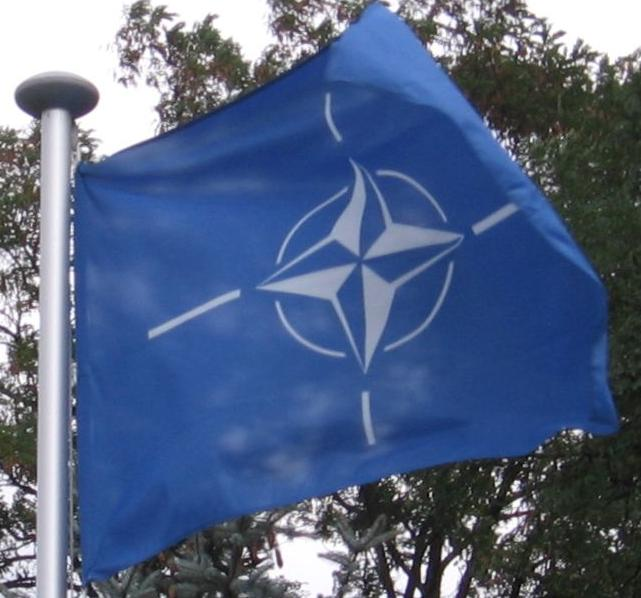
Drapeau de l'OTAN

Le sommet de l'OTAN WashingDton 1978 est le 5e sommet de l'OTAN, conférence diplomatique réunissant à Washington, aux États-Unis, les 30 et 31 mai 1978, les chefs d'État et de gouvernement des pays membres de l'Organisation du traité de l'Atlantique nord.